# Венгерская народная республика (1918—1919)
Венгерская Народная Республика (венг. Magyar Népköztársaság) — государство, существовавшее на территории Венгрии с 13 ноября 1918 по 21 марта 1919 года.

## Название
Несмотря на то, что первая венгерская республика называлась Венгерской народной республикой (венг. Magyar Népköztársaság), для предотвращения путаницы с коммунистической Венгерской Народной Республикой, существовавшей с 1949 по 1989 год, в зарубежной историографии в отношении первой республики часто используется название Венгерская демократическая республика.

## История
24 октября антигабсбургская оппозиция образовала Венгерский национальный совет (Magyar Nemzeti Tanács), который фактически начал играть роль параллельного парламента. 11 ноября 1918 года Кайзер Австрии и Король Венгрии Карл I декларировал своё самоустранение от царствования над Австрией, 12 ноября 1918 года Рейхсрат упразднил монархию, что автоматически повлекло разрыв австро-венгерской унии и ликвидацию Австро-Венгрии, 13 ноября 1918 года Карл I декларировал своё самоустранение от царствования и над Венгрией, 16 ноября 1918 года Государственное Собрание упразднило монархию и провозгласило Королевство Венгрия Венгерской демократической республикой — первое демократическое государство в Венгрии, Президентом был избран Михай Каройи, вслед за монархией в тот же день была упразднена и Палата Пэров. 
13 ноября 1918 года в Белграде Каройи подписал перемирие с Антантой. Перемирие ограничивало размер венгерской армии до 6 пехотных и 2 кавалерийских дивизий. Были установлены разделительные линии на территории, которая должна была оставаться под контролем венгров до момента окончательного установления границ. По условиям перемирия сербские и французские войска продвинулись с юга, взяв под свой контроль весь Банат и Хорватию. В то же время Чехословакия взяла под свой контроль Верхнюю Венгрию и Карпатскую Русь, а румынским войскам было разрешено продвинуться к реке Муреш. Балканские союзники Антанты сразу же стали нарушать демаркационные линии.
21 марта 1919 года Социал-демократическая партия Венгрии и Коммунистическая партия Венгрии объединились в Социалистическую партию Венгрии, в результате чего под её контроль перешло больше половины мест в Будапештском рабоче-солдатском совете, который в тот же день упразднил Государственное Собрание и Венгерский национальный совет, взял власть в свои руки и провозгласил Венгерскую советскую республику, а 23 июня 1919 года он передал власть Центральному исполнительному комитету рабоче-крестьянских советов избранному на очередном Национальном собрании рабоче-крестьянско-солдатских советов. 
7 августа в результате вторжения в Венгрию румынской армии власть у Центрального исполнительного комитета рабоче-крестьянско-солдатских советов была отобрана и передана регенту Иосифу Августу Австрийскому, однако уже 23 августа он отказался от регентства, функции главы государства исполнял назначенный им 7 августа премьер-министр Фридрих Иштван (24 ноября 1919 года его сменил Карой Хусар).
25—26 января 1920 года прошли выборы в Национальное собрание большинство в котором получили консерваторы, 1 марта 1920 года Национальное собрание объявило о восстановлении монархии, король избран не был, регентом был объявлен Миклош Хорти.

## Государственное устройство
Законодательный орган — Государственное Собрание (Országgyűlés), фактически его функции исполнял Венгерский национальным совет, глава государства — Президент (Elnöke), избирался Государственным Собранием, исполнительный орган — Правительство, состоящее из Премьер-Министра (Miniszterelnök) и министров, назначалось Президентом и несло ответственность перед Государственным Собранием.

### Политические партии
- Коммунистическая партия Венгрии (КПВ)
- Социал-демократическая партия Венгрии (СДПВ)
- Национальная рабочая партия (Nemzeti Munkapárt, НРП) — либеральная
- Независимость 48 и Партия Кошута (Függetlenségi 48-as és Kossuth Párt) — консервативная
- Католическая народная партия (Katolikus Néppárt, КНП) — консервативная
- Государственная христианско-социалистическая партия (Országos Keresztényszocialista Párt, ГХСП) — консервативная.

## Административное деление
Территория Венгерской демократической республики делилась на комитаты (vármegye) и города на правах регионов (törvényhatósági jogú város), комитаты на города (város) и муниципалитеты (község).
Представительный орган комитата — комитатское собрание (vármegyei közgyűlés), избиралось населением, исполнительный орган региона — губернатор (alispán), избирался комитатским собранием, центральная власть была представлена представителем правительства (főispán), который назначался президентом по предложению министра внутренних дел.
Представительный орган муниципалитета муниципалитета или города — муниципальный совет (községi képviselők) (в городах — городской совет (városi képviselők)), избирался населением, исполнительный орган муниципалитета — мэр (polgármester), избирался муниципальным советом.